# Jugoslawien beim Eurovision Song Contest
Teilnehmende Rundfunkanstalt

Erste Teilnahme
1961
Bisher letzte Teilnahme
1992
Anzahl der Teilnahmen
27
Höchste Platzierung
1 (1989)
Höchste Punktzahl
137 (1989)
Niedrigste Punktzahl
0 (1964)
Punkteschnitt (seit erstem Beitrag)
37,52
Punkteschnitt pro abstimmendem Land im 12-Punkte-System
2,89
Dieser Artikel befasst sich mit der Geschichte Jugoslawiens als Teilnehmer am Eurovision Song Contest.

## Regelmäßigkeit der Teilnahme und Erfolge im Wettbewerb

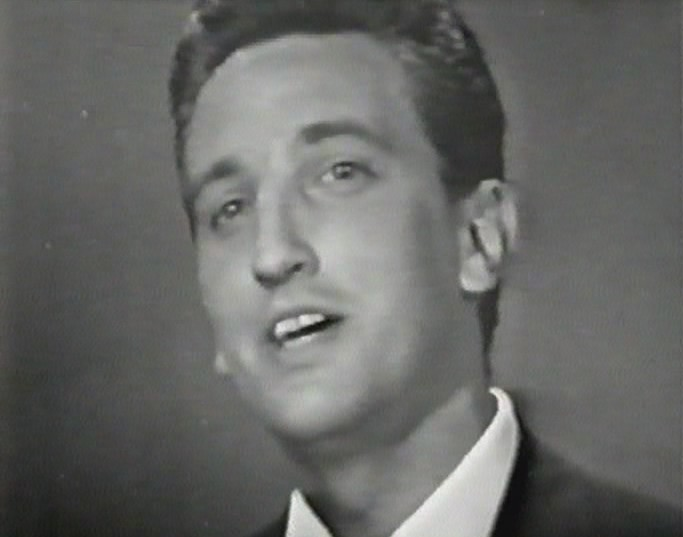
Vice Vukov 1965 in Neapel

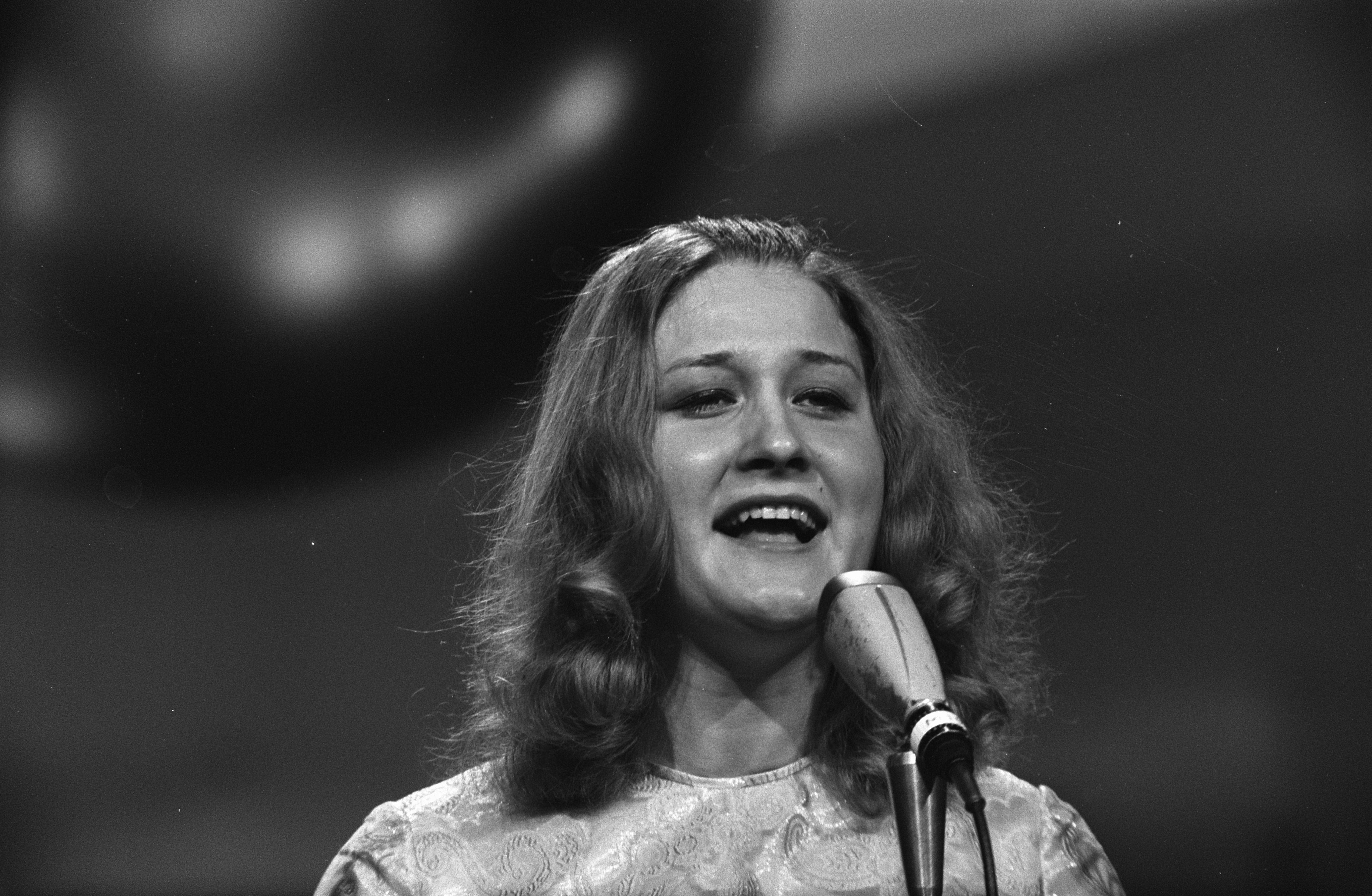
Eva Sršen 1970 in Amsterdam

Jugoslawien nahm erstmals 1961 am Eurovision Song Contest teil. Das Debüt verlief dabei wenig spektakulär und endete mit Platz 8. 1962 hingegen gelang es der serbischen Sängerin Lola Novaković, die TV Ljubljana repräsentierte, mit Ne pali svetla u sumrak Platz 4, was bis 1983 die beste Platzierung Jugoslawiens bleiben sollte. Denn von 1963 bis 1982 landete das Land sehr häufig im Mittelfeld. So wurde 1963 Platz 11 von 16 erreicht. 1964 landete Jugoslawien dann erstmals auf dem letzten Platz mit drei weiteren Ländern. Das Lied Život je sklopio krug von dem Sänger Sabahudin Kurt erreichte dabei keine Punkte. Es sollte Jugoslawiens schlechtestes Ergebnis im Wettbewerb bleiben. Im Folgejahr, 1965, landete das Land dann auf Platz 12 im Mittelfeld. 1966, 1967 und 1968 wurden mit Platz 7, Platz 8 und dann wieder Platz 7 jeweils Platzierungen im oberen Mittelfeld erreicht. 1969 erreichte Jugoslawien dann wieder nur Platz 13. Darauf folgten 1970 Platz 11 und 1971 Platz 14. 1972 reichte es dann wieder für das obere Mittelfeld und das Land erreichte Platz 9. 1973 wurde das Land dann Drittletzter, während 1974 und 1975 wieder nur Platz 12 und 13 geholt werden konnten. 1976 holte die Band Ambasadori dann den vorletzten Platz. 1977 zog sich Jugoslawien dann ohne Begründung vom Wettbewerb zurück. Bis 1980 blieb das Land dem Wettbewerb fern, ehe es 1981 zurückkehrte.
Aber auch die Rückkehr 1981 konnte die Ergebnisse nicht verbessern. So landete der Sänger Seid Memić-Vajta mit Platz 15 von 20 nur im unteren Mittelfeld. Auch 1982 wurde nur Platz 14 von 18 erreicht. 1983 hingegen folgte dann das bis dahin beste Ergebnis im Wettbewerb als der Sänger Daniel mit seinem Lied Džuli Platz 4 mit 125 Punkten holte. Es war die bis dahin höchste Punktzahl des Landes im Wettbewerb. Allerdings konnte dieser Erfolg 1984 nicht fortgesetzt werden. Das Duo Izolda & Vlado landeten nur auf dem vorletzten Platz. 1985 sollte Jugoslawien ursprünglich teilnehmen und wählte mit den Sängern Zorica Kondža feat. Josip Genda und dem Lied Pokora bereits einen Beitrag aus. Allerdings fiel das Datum des ESC 1985 auf den fünften Gedenktag von Tito, womit das Lied letztendlich doch nicht teilnahm. Ein Jahr später kehrte das Land aber wieder zurück und hatte dann seine erfolgreichste Phase im Wettbewerb.
So vertrat 1986 die Sängerin Doris Dragović Jugoslawien, knüpfte mit Platz 11 von 20 aber nur an die eher mittelmäßigen Platzierungen ihrer meisten Vorgänger an. 1987 gelang dann der Gruppe Novi Fosili die beste Platzierung seit 1983 mit Platz 4. Aber auch im Folgejahr, 1988, gelang dem jugoslawischen Beitrag eine Platzierung unter den besten Zehn mit Platz 6. 1989 folgte dann der große Erfolg für das Land. So holte die Gruppe Riva mit ihrem Lied Rock Me Jugoslawiens einzigen Sieg im Wettbewerb. Mit 137 Punkten holten sie außerdem die höchste Punktzahl für das Land im Wettbewerb. 1990 fand der ESC dann erstmals im Balkan statt, denn Zagreb richtete die Veranstaltung 1990 aus. Mit Platz 7 konnte Jugoslawien aber auch im eigenen Land wieder überzeugen. 1991 hingegen war der Erfolg dann vorbei. Denn die Sängerin Bebi Dol erreichte nur den vorletzten Platz, was das schlechteste Ergebnis des Landes seit 1984 darstellte. Jugoslawiens letzte Teilnahme datiert dann auf 1992. Bei seiner letzten Teilnahme bestand das Land nur noch aus den Teilrepubliken Serbien und Montenegro. Trotzdem wurde ein Beitrag eingereicht, der aber, wie der Großteil der jugoslawischen Beiträge, nur im Mittelfeld landete mit Platz 13.
Da das Land bereits 1992 nicht mehr in seiner ursprünglichen Version mit den einzelnen Teilrepubliken existierte, waren 1993 bereits Beiträge aus Kroatien, Slowenien und Bosnien und Herzegowina als neue Eurovisionsteilnehmer vertreten, 1998 kam noch Nordmazedonien hinzu. Die aus Serbien und Montenegro neu gebildete Bundesrepublik Jugoslawien unterlag von 1993 bis 2003 einer Sperre der EBU und durfte am Eurovision Song Contest nicht teilnehmen. Nach der Gründung von Serbien und Montenegro durften die beiden ehemaligen jugoslawischen Teilrepubliken 2004 wieder an dem Wettbewerb teilnehmen und belegte den zweiten Platz (2004) sowie den siebten Platz (2005). 2006 nahm der Staatenbund dann nur noch an der Abstimmung teil, denn bereits im Juni 2006 folgte die Auflösung des Landes. Seit 2007 nehmen Serbien und Montenegro als unabhängige Staaten teil.

## Liste der Beiträge
Farblegende:
– 1. Platz. 
– 2. Platz. 
– 3. Platz. 
– Punktgleichheit mit dem letzten Platz.
– ausgeschieden im Halbfinale/in der Qualifikation/im osteuropäischen Vorentscheid.
– keine Teilnahme/nicht qualifiziert.
| Jahr          | Interpret                          | Titel Musik (M) und Text (T)                                                           | Sprache                           | Übersetzung                               | Finale                                                          | Finale                                                          | Nationaler Vorentscheid           |
| Jahr          | Interpret                          | Titel Musik (M) und Text (T)                                                           | Sprache                           | Übersetzung                               | Platz                                                           | Punkte                                                          | Nationaler Vorentscheid           |
| ------------- | ---------------------------------- | -------------------------------------------------------------------------------------- | --------------------------------- | ----------------------------------------- | --------------------------------------------------------------- | --------------------------------------------------------------- | --------------------------------- |
| 1961          | Ljiljana Petrović Љиљана Петровић  | Neke davne zvezde (Неке давне звезде) M: Jože Privšek; T: Miroslav Antić               | Serbokroatisch                    | Manch entfernte Sterne                    | 8 / 16                                                          | 9                                                               | Jugovizija 1961                   |
| 1962          | Lola Novaković Лола Новаковић      | Ne pali svetla u sumrak (Не пали светла у сумрак) M: Jože Privšek; T: Dragutin Britvić | Serbokroatisch                    | Mach das Licht nicht an in der Dämmerung  | 4 / 16                                                          | 10                                                              | Jugovizija 1962                   |
| 1963          | Vice Vukov                         | Brodovi M/T: Mario Nardelli                                                            | Serbokroatisch                    | Schiffe                                   | 11 / 16                                                         | 3                                                               | Jugovizija 1963                   |
| 1964          | Sabahudin Kurt                     | Život je sklopio krug M: Srcan Matijević; T: Stevan Raicković                          | Serbokroatisch                    | Der Kreis des Lebens hat sich geschlossen | 13 / 16                                                         | 0                                                               | Jugovizija 1964                   |
| 1965          | Vice Vukov                         | Čežnja M: Julijo Marić; T: Zarko Roje                                                  | Serbokroatisch                    | Sehnsucht                                 | 12 / 18                                                         | 2                                                               | Jugovizija 1965                   |
| 1966          | Berta Ambrož                       | Brez besed M: Mojmir Sepe; T: Elza Budav                                               | Slowenisch                        | Ohne Worte                                | 7 / 18                                                          | 9                                                               | Jugovizija 1966                   |
| 1967          | Lado Leskovar                      | Vse rože sveta M: Urban Koder; T: Milan Lindić                                         | Slowenisch                        | Alle Rosen der Welt                       | 8 / 17                                                          | 7                                                               | Jugovizija 1967                   |
| 1968          | Luci Kapurso und Hamo Hajdarhodžić | Jedan dan M: Djelo Jusić, Stipica Kalogjera; T: Stijepo Strazicic                      | Serbokroatisch                    | Ein einziger Tag                          | 7 / 17                                                          | 8                                                               | Jugovizija 1968                   |
| 1969          | Ivan & M’s                         | Pozdrav svijetu M/T: Milan Lentić                                                      | Serbokroatisch                    | Gruß an die Welt                          | 13 / 16                                                         | 5                                                               | Jugovizija 1969                   |
| 1970          | Eva Sršen                          | Priđi, dala ti bom cvet M: Mojmir Sepe; T: Dušan Velkaverh                             | Slowenisch                        | Schau, ich gebe dir eine Blume            | 11 / 12                                                         | 4                                                               | Jugovizija 1970                   |
| 1971          | Krunoslav Slabinac                 | Tvoj dječak je tužan M: Ivica Krajač; T: Zvonimir Golob                                | Serbokroatisch                    | Dein Junge ist traurig                    | 14 / 18                                                         | 68                                                              | Jugovizija 1971                   |
| 1972          | Tereza                             | Muzika i ti M: Nikica Kalogjera; T: Ivica Krajač                                       | Serbokroatisch                    | Die Musik und du                          | 9 / 18                                                          | 87                                                              | Jugovizija 1972                   |
| 1973          | Zdravko Čolić Здравко Чолић        | Gori vatra (Гори ватра) M/T: Kemal Monteno                                             | Serbokroatisch                    | Das Feuer brennt                          | 15 / 17                                                         | 65                                                              | Jugovizija 1973                   |
| 1974          | Korni grupa Корни Група            | Moja generacija (Моја генерација) M/T: Kornelije Kovač                                 | Serbokroatisch                    | Meine Generation                          | 12 / 17                                                         | 6                                                               | Jugovizija 1974                   |
| 1975          | Pepel in Kri                       | Dan ljubezni M: Tadej Hrušovar; T: Dušan Velkaverh                                     | Slowenisch                        | Tag der Liebe                             | 13 / 19                                                         | 22                                                              | Jugovizija 1975                   |
| 1976          | Ambasadori                         | Ne mogu skriti svoj bol M: Slobodan Vujović; T: Slobodan Djurasović                    | Serbokroatisch                    | Ich kann meinen Schmerz nicht verstecken  | 17 / 18                                                         | 10                                                              | Jugovizija 1976                   |
| 1977 bis 1980 | Auf Teilnahme verzichtet           | Auf Teilnahme verzichtet                                                               | Auf Teilnahme verzichtet          | Auf Teilnahme verzichtet                  | Auf Teilnahme verzichtet                                        | Auf Teilnahme verzichtet                                        | Auf Teilnahme verzichtet          |
| 1981          | Seid Memić-Vajta                   | Lejla M/T: Ranko Boban                                                                 | Serbokroatisch                    | –                                         | 15 / 20                                                         | 35                                                              | Jugovizija 1981                   |
| 1982          | Aska Аска                          | Halo, halo (Хало, хало) M: Aleksandar Sanja Ilić; T: Miro Zec                          | Serbokroatisch                    | Hallo, Hallo                              | 14 / 18                                                         | 21                                                              | Jugovizija 1982                   |
| 1983          | Daniel                             | Džuli M: Milan Popović; T: Mario Mihaljević                                            | Serbokroatisch                    | Julie                                     | 4 / 20                                                          | 125                                                             | Jugovizija 1983                   |
| 1984          | Izolda & Vlado                     | Čao amore M: Slobodan Bucevac; T: Milan Perić                                          | Serbokroatisch                    | Tschüss, meine Liebe                      | 18 / 19                                                         | 26                                                              | Jugovizija 1984                   |
| 1985          | Zorica Kondža feat. Josip Genda    | Pokora                                                                                 | Serbokroatisch                    | Buße                                      | Teilnahme zurückgezogen Gedenken zum 5. Jahrestag von Titos Tod | Teilnahme zurückgezogen Gedenken zum 5. Jahrestag von Titos Tod | Jugovizija 1985                   |
| 1986          | Doris Dragović                     | Željo moja M/T: Zrinko Tutić                                                           | Serbokroatisch                    | Mein Verlangen                            | 11 / 20                                                         | 49                                                              | Jugovizija 1986                   |
| 1987          | Novi Fosili                        | Ja sam za ples M: Rajko Dujmić; T: Stevo Cvikić                                        | Serbokroatisch                    | Ich bin bereit zu tanzen                  | 4 / 22                                                          | 92                                                              | Jugovizija 1987                   |
| 1988          | Srebrna Krila                      | Mangup M: Rajko Dujmić; T: Rajko Dujmić, Stevo Cvikić                                  | Serbokroatisch                    | Schelm                                    | 6 / 21                                                          | 87                                                              | Jugovizija 1988                   |
| 1989          | Riva                               | Rock Me M: Rajko Dujmić; T: Stevo Cvikić                                               | Serbokroatisch a                  | Rock mich                                 | 1 / 22                                                          | 137                                                             | Jugovizija 1989                   |
| 1990          | Tajči                              | Hajde da ludujemo M: Zrinko Tutić; T: Alka Vuica                                       | Serbokroatisch                    | Lasst uns verrückt spielen                | 7 / 22                                                          | 81                                                              | Jugovizija 1990                   |
| 1991          | Bebi Dol Беби Дол                  | Brazil (Бразил) M: Zoran Vracević; T: Dragana Sarić                                    | Serbokroatisch                    | Brasilien                                 | 21 / 22                                                         | 1                                                               | Jugovizija 1991                   |
| 1992          | Extra Nena Екстра Нена             | Ljubim te pesmama (Љубим те песмама) M: Radivoje Radivojević; T: Gale Janković         | Serbisch                          | Ich küsse dich mit Liedern                | 13 / 23                                                         | 44                                                              | Jugovizija 1992                   |
| 1993 bis 2001 | Sperre aufgrund von UN-Sanktionen  | Sperre aufgrund von UN-Sanktionen                                                      | Sperre aufgrund von UN-Sanktionen | Sperre aufgrund von UN-Sanktionen         | Sperre aufgrund von UN-Sanktionen                               | Sperre aufgrund von UN-Sanktionen                               | Sperre aufgrund von UN-Sanktionen |
| 2002          | Auf Teilnahme verzichtet           | Auf Teilnahme verzichtet                                                               | Auf Teilnahme verzichtet          | Auf Teilnahme verzichtet                  | Auf Teilnahme verzichtet                                        | Auf Teilnahme verzichtet                                        | Auf Teilnahme verzichtet          |
| ab 2003       | siehe Serbien und Montenegro       | siehe Serbien und Montenegro                                                           | siehe Serbien und Montenegro      | siehe Serbien und Montenegro              | siehe Serbien und Montenegro                                    | siehe Serbien und Montenegro                                    | siehe Serbien und Montenegro      |

## Nationale Vorentscheide
Alle jugoslawischen Beiträge wurden über die nationale Vorentscheid namens Jugovizija (dt.: Jugovision) ausgewählt. Diese fand regelmäßig an verschiedenen Orten in Jugoslawien statt. Lediglich von 1977 fand die Jugovizija nicht statt, da Jugoslawien auch nicht am ESC teilnahm. 1978 bis 1980 sowie 1985, trotz, dass Jugoslawien nicht am ESC teilnahm, fand der Vorentscheid trotzdem statt.
Das Format der Vorentscheid blieb dabei über die Jahre gleich. Die damaligen Fernsehsender der einzelnen jugoslawischen Teilrepubliken und den beiden serbischen Provinzen Vojvodina und Kosovo schickten Beiträge zu dem Wettbewerb. Dabei konnten die einzelnen Fernsehsender unterschiedlich häufig gewinnen. Allerdings nahmen auch nicht alle einzelnen Fernsehsender gleich oft teil.
| Platz | Teilrepublik          | Fernsehsender | Teilnahmen | Jahre         | Siege | Jahre                                                              |
| ----- | --------------------- | ------------- | ---------- | ------------- | ----- | ------------------------------------------------------------------ |
| 1.    | Kroatien              | TV Zagreb     | 27         | 1961 bis 1991 | 11    | 1963, 1968, 1969, 1971, 1972, 1985 b, 1986, 1987, 1988, 1989, 1990 |
| 2.    | Slowenien             | TV Ljubljana  | 27         | 1961 bis 1991 | 6     | 1961 c, 1962 d, 1966, 1967, 1970, 1975                             |
| 3.    | Bosnien & Herzegowina | TV Sarajevo   | 19         | 1969 bis 1991 | 5     | 1964, 1965 e, 1973, 1976, 1981                                     |
| 4.    | Serbien               | TV Beograd    | 28         | 1961 bis 1992 | 4     | 1974, 1982, 1991, 1992                                             |
| 5.    | Montenegro            | TV Titograd   | 18         | 1971 bis 1992 | 2     | 1983 f, 1984                                                       |
| 6.    | Kosovo                | TV Priština   | 14         | 1975 bis 1992 | 0     | –                                                                  |
| 6.    | Vojvodina             | TV Novi Sad   | 14         | 1975 bis 1992 | 0     | –                                                                  |

Die Fernsehsender der Teilrepublik Mazedonien und der serbischen Provinzen Vojvodina und Kosovo konnten nie einen Sieg erringen.

## Sprachen
Fast alle jugoslawischen Beiträge wurden in der Hauptsprache des Landes, Serbokroatisch, gesungen. Einzig 1966, 1967, 1970 und 1975, als die jeweiligen Teilnehmer aus Slowenien stammten, wurden die Beiträge auf Slowenisch vorgestellt. Da die Fernsehsender der Teilrepublik Mazedonien und der autonomen Provinz Kosovo nie die Jugovizija gewannen, wurde Jugoslawien international nie durch einen Beitrag in mazedonischer oder albanischer Sprache vertreten.

## Ausgerichtete Wettbewerbe
| Jahr | Stadt  | Austragungsort                         | Moderation                       |
| ---- | ------ | -------------------------------------- | -------------------------------- |
| 1990 | Zagreb | Koncertna dvorana Vatroslava Lisinskog | Oliver Mlakar und Helga Vlahović |

## Punktevergabe
Folgende Länder erhielten die meisten Punkte von oder vergaben die meisten Punkte an Jugoslawien:
| Die meisten vergebenen Punkte | Die meisten vergebenen Punkte | Die meisten vergebenen Punkte |
| Platz                         | Land                          | Punkte                        |
| ----------------------------- | ----------------------------- | ----------------------------- |
| 1                             | Vereinigtes Königreich        | 95                            |
| 2                             | Italien                       | 94                            |
| 3                             | Frankreich                    | 93                            |
| 4                             | Schweiz                       | 81                            |
| 5                             | Schweden                      | 70                            |

| Die meisten erhaltenen Punkte | Die meisten erhaltenen Punkte | Die meisten erhaltenen Punkte |
| Platz                         | Land                          | Punkte                        |
| ----------------------------- | ----------------------------- | ----------------------------- |
| 1                             | Türkei                        | 80                            |
| 2                             | Vereinigtes Königreich        | 69                            |
| 3                             | Israel                        | 68                            |
| 4                             | Belgien                       | 63                            |
| 5                             | Zypern                        | 59                            |

### Vergaben der Höchstwertung
Seit 1975 vergab Jugoslawien die Höchstpunktzahl an zehn verschiedene Länder, davon dreimal an Frankreich.
| Höchstwertung | Höchstwertung            | Höchstwertung            |
| Jahr          | Land                     | Platz                    |
| ------------- | ------------------------ | ------------------------ |
| 1975          | Vereinigtes Königreich   | 2                        |
| 1976          | Frankreich               | 2                        |
| 1977 bis 1980 | Auf Teilnahme verzichtet | Auf Teilnahme verzichtet |
| 1981          | Schweiz                  | 4                        |
| 1982          | Deutschland              | 1                        |
| 1983          | Luxemburg                | 1                        |
| 1984          | Zypern                   | 15                       |
| 1985          | Teilnahme zurückgezogen  | Teilnahme zurückgezogen  |
| 1986          | Türkei                   | 9                        |
| 1987          | Italien                  | 3                        |
| 1988          | Frankreich               | 10                       |
| 1989          | Schweden                 | 4                        |
| 1990          | Frankreich               | 2                        |
| 1991          | Israel                   | 3                        |
| 1992          | Israel                   | 6                        |

## Verschiedenes
- 1968 vertraten die Dubrovački Trubaduri (Troubadure aus Dubrovnik) mit Jedan dan Jugoslawien beim ESC. Da damals Gruppen über zwei Personen nicht zugelassen waren (erst ab 1973), traten zwei Mitglieder der Band unter ihren Namen an.
- Extra Nena hatte in Malmö besonderen Schutz durch Sicherheitskräfte.
- Da im selben Jahr aus finanziellen Gründen weder ein Dirigent noch ein Akkordeonspieler mit nach Schweden reisen konnte, musste der Schwede Anders Berglund dirigieren und gleichzeitig Akkordeon spielen.